# Jacquemontia turneroides
Jacquemontia turneroides är en vindeväxtart som först beskrevs av Robert Hippolyte Chodat och Hassl., och fick sitt nu gällande namn av Emil Hassler. Jacquemontia turneroides ingår i släktet Jacquemontia och familjen vindeväxter. Inga underarter finns listade i Catalogue of Life.